# Kitfo

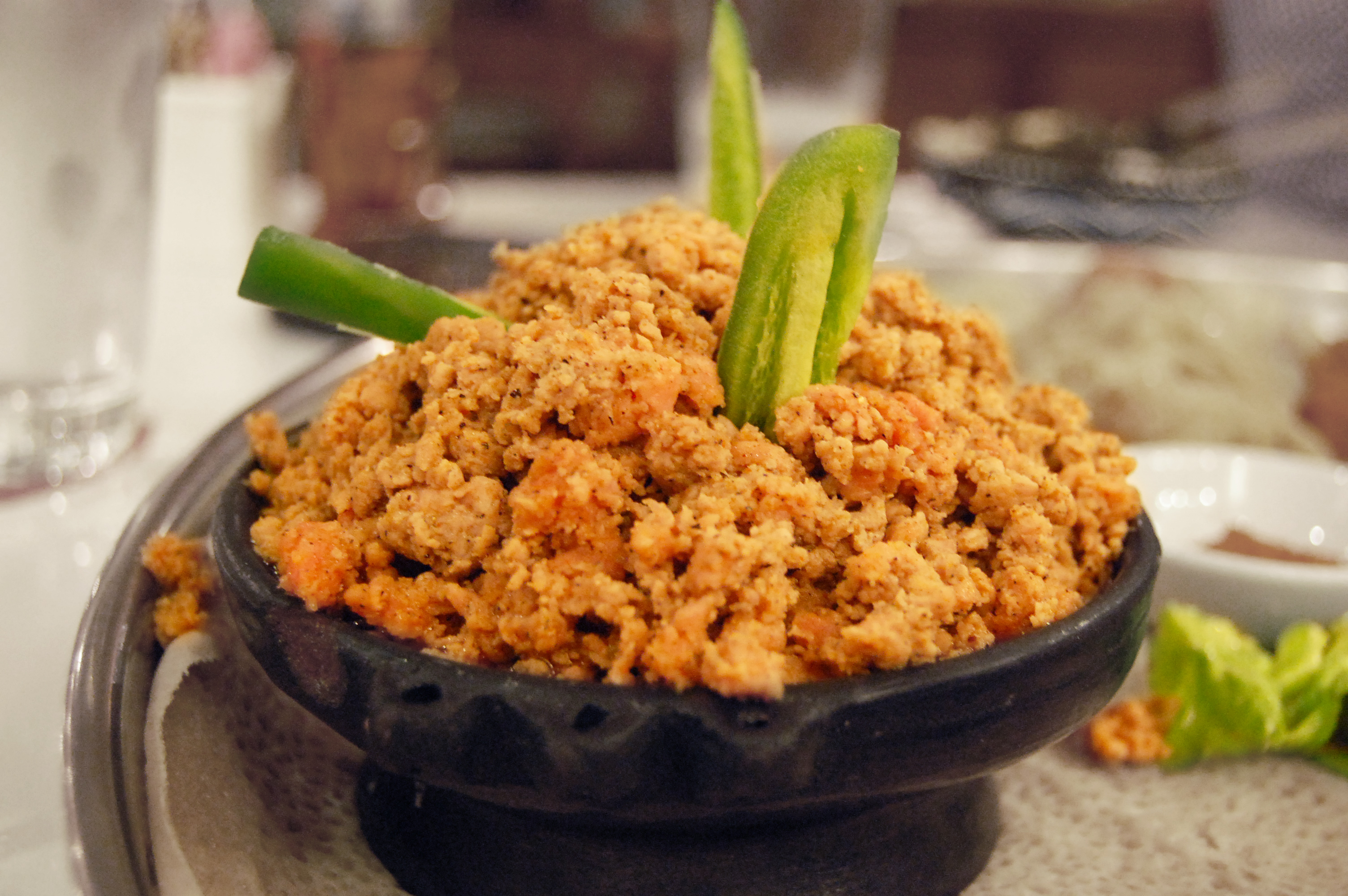
Kitfo.

El kitfo (a veces ketfo, de la raíz etíope k-t-f, ‘picar’) es un plato tradicional presente en la gastronomía de Etiopía. Consiste en carne de ternera picada cruda, calentada y marinada en mitmita, una mezcla de especias picante a base de polvo de guindilla, y niter kibbeh (una mantequilla clarificada infundida con hierbas y especias). El kitfo ligeramente cocinado vuelta y vuelta se conoce como kitfo leb leb.
El kitfo puede servirse acompañado o mezclado con queso tierno y verdura de hoja cocida. En muchas partes de Etiopía se sirve con injera, un pan plano hecho de teff, aunque en la cocina Gurage tradicional se emplearía kocho, un pan grueso hecho de ensete, pudiéndose guarnecer con una hoja de esta misma planta. Aunque no se considera una delicia, el kitfo suele tenerse en buena estima.